# Андорра-ла-Велья
Андо́рра-ла-Ве́лья (кат. Andorra la Vella) — столиця Андорри і одна із семи парафій. Площа — 30 км2. Основними джерелами прибутків є туризм, торгівля, банківська справа.

## Назва
- Андора-ла-Велья (андорська каталанська: Andorra la Vella), МФА: [anˈdɔra la ˈβeʎa], «містечко Андора») — місцева назва на противагу Андорі як князівству. Vella — перекручене лат. villa, «містечко», а не кат. vella, «стара»[2]
  - Андо́ре-ла-Бе́лье (кат. Andorra la Vella), МФА: [ənˈdɔrə ləˈβeʎə])
  - Андо́ра-ла-В'є́ха (ісп. Andorra la Vieja, МФА: [anˈdora laˈβjexa])
  - Андо́р-ла-В'є́й (фр. Andorre-la-Vieille, МФА: [ɑ̃.dɔʁ.la.vjɛj])

## Географія
Місто розташовано в Піренейських горах на висоті 1000 м в місці злиття двох річок (Valira d'Ordino і Valira d'Encamp), які утворюють річку Валіра.

### Клімат
| Клімат Andorra la Vella   | Клімат Andorra la Vella | Клімат Andorra la Vella | Клімат Andorra la Vella | Клімат Andorra la Vella | Клімат Andorra la Vella | Клімат Andorra la Vella | Клімат Andorra la Vella | Клімат Andorra la Vella | Клімат Andorra la Vella | Клімат Andorra la Vella | Клімат Andorra la Vella | Клімат Andorra la Vella | Клімат Andorra la Vella |
| Показник                  | Січ.                    | Лют.                    | Бер.                    | Квіт.                   | Трав.                   | Черв.                   | Лип.                    | Серп.                   | Вер.                    | Жовт.                   | Лист.                   | Груд.                   |                         |
| Середній максимум, °C     | 5,7                     | 7,1                     | 9,8                     | 12,2                    | 16,0                    | 20,1                    | 23,3                    | 23,0                    | 19,7                    | 14,7                    | 9,7                     | 5,7                     |                         |
| Середня температура, °C   | 2,3                     | 3,1                     | 5,5                     | 7,6                     | 11,3                    | 15,2                    | 18,1                    | 18,0                    | 15,2                    | 10,6                    | 6,0                     | 2,8                     |                         |
| Середній мінімум, °C      | −1,1                    | −0,8                    | 1,2                     | 3,0                     | 6,6                     | 10,3                    | 13,0                    | 13,0                    | 10,8                    | 6,5                     | 2,3                     | 0,0                     |                         |
| Норма опадів, мм          | 51                      | 54                      | 66                      | 74                      | 102                     | 101                     | 65                      | 89                      | 83                      | 74                      | 72                      | 68                      |                         |
| ------------------------- | ----------------------- | ----------------------- | ----------------------- | ----------------------- | ----------------------- | ----------------------- | ----------------------- | ----------------------- | ----------------------- | ----------------------- | ----------------------- | ----------------------- | ----------------------- |
| Джерело: Climate-data.org |                         |                         |                         |                         |                         |                         |                         |                         |                         |                         |                         |                         |                         |

## Історія
Це місце було вибрано людьми для життя задовго до нашої ери.
Саме місто засновано на початку IX століття.
Із 1278 стає центром князівства Андорра.
З 1993, коли була прийнята перша конституція країни, що встановила парламентську демократію, тут розміщені органи виконавчої, законодавчої і судової влади. Парламент Андорри (Consell General) засідає в будівлі під назвою «Будинок Долин» — Casa de la Vall.
Андорра-ла-Велья подавала заявку на проведення XXI Зимових Олімпійських ігор 2010 року.

## Населені пункти громади
| № | Населені пункти  | Населення, чол. (2012) |
| - | ---------------- | ---------------------- |
| 1 | Андорра-ла-Велья | 19 407                 |
| 2 | Санта-Колома     | 2991                   |

## Культура
- Національна бібліотека Андорри

## Уродженці
- Мойсес Сан-Ніколас (*1993) — андоррський футболіст.
- Альберт Росас (*2002) — андоррський футболіст.
- Жоан Сервос (*1998) — андоррський футболіст.
- Ілдефонс Ліма — андоррський футболіст.